# HD19817
HD19817 — хімічно пекулярна зоря спектрального класу F0, що має видиму зоряну величину в смузі V приблизно  8,0.
Вона  розташована на відстані близько 632,1 світлових років від Сонця.

## Пекулярний хімічний вміст
Зоряна атмосфера GSC8061-1181 має підвищений вміст 
Cr
.